# Ahouakro

Ahouakro är en fornminnespark i norra delen av departementet Tiassalé i Elfenbenskusten.
Parken har många magmatiska megaliter eller stora bergsformationer, som lokalbefolkningen har personifierat med mänskliga karaktärer. De arkeologiska fynden omfattar stenslipningsverktyg och neolitisk klippkonst

## Världsarvsstatus
Parken sattes upp på Elfenbenskustens tentativa världsarvslista den 29 november 2006.

## Artikelursprung
Den här artikeln är helt eller delvis baserad på material från engelskspråkiga Wikipedia, tidigare version.